# Isabella Karle
Isabella Karle (2. prosince 1921 v Detroitu v Michiganu – 3. října 2017 v Alexandrii ve Virginii) byla americká chemička, která se v rámci projektu Manhattan zasloužila o vývoj metody pro extrakci chloridu plutonia ze směsi obsahující oxid plutonia. Podílela se také na vývoji metody stanovení struktury krystalů pomocí rentgenové krystalografie.
Za svou vědeckou práci obdržela mnoho ocenění a vyznamenání: Garvan-Olin Medal, Gregori Aminoff Prize, Bower Award, National Medal of Science a Navy Distinguished Civilian Service Award (nejvyšší forma uznání Námořnictva Spojených států amerických pro civilní zaměstnance).

## Životopis
Narodila se jako Isabella Helen Lugoski v Detroitu v Michiganu 2. prosince 1921. Rodiče byli polští imigranti. Navštěvovala místní státní školy, učitelka chemie na střední škole se zasloužila o její celoživotní zájem o tento obor. Inspirovala se i nositelkou Nobelovy ceny Marií Curie, která byla také polského původu.
Studovala na Michiganské univerzitě, kde se specializovala na fyzikální chemii a v 19 letech získala roku 1941 v oboru bakalářský titul, poté v roce 1942 magisterský titul a nakonec roku 1944 doktorát.
Během studia se seznámila se svým budoucím manželem a vědeckým spolupracovníkem Jeromem Karlem. Měli spolu tři dcery a všechny se uplatnily ve vědeckých oborech, Louise a Jean v chemii a Madeleine v geologii.
Isabella Karle zemřela 3. října 2017 ve věku 95 let v hospici v Alexandrii ve Virginii.

## Profesní kariéra

Nejdůležitější pracoviště Projektu Manhattan v USA

Během druhé světové války pracovala Karle na projektu Manhattan, vyvinula metodu pro extrakci chloridu plutonia ze směsi obsahující oxid plutonia. Plutonium je radioaktivní prvek, připravovaný uměle bombardováním uranu v jaderných reaktorech. Je důležitý především pro výrobu atomových bomb, jako palivo pro jaderné reaktory nebo zdroj energie pro radioizotopový termoelektrický generátor. Projekt Manhattan byl utajený projekt pro vývoj atomové bomby v období 1942–1946. Výzkumné a výrobní provozy se nacházely na 30 místech v USA, Velké Británii a Kanadě. Tento projekt zaměstnával celkem 225 000 lidí a dalších 600 000 lidí na něm pracovalo nepřímo. Většina lidí nevěděla, že pracuje na jednom z nejdůležitějších válečných úkolů druhé světové války.

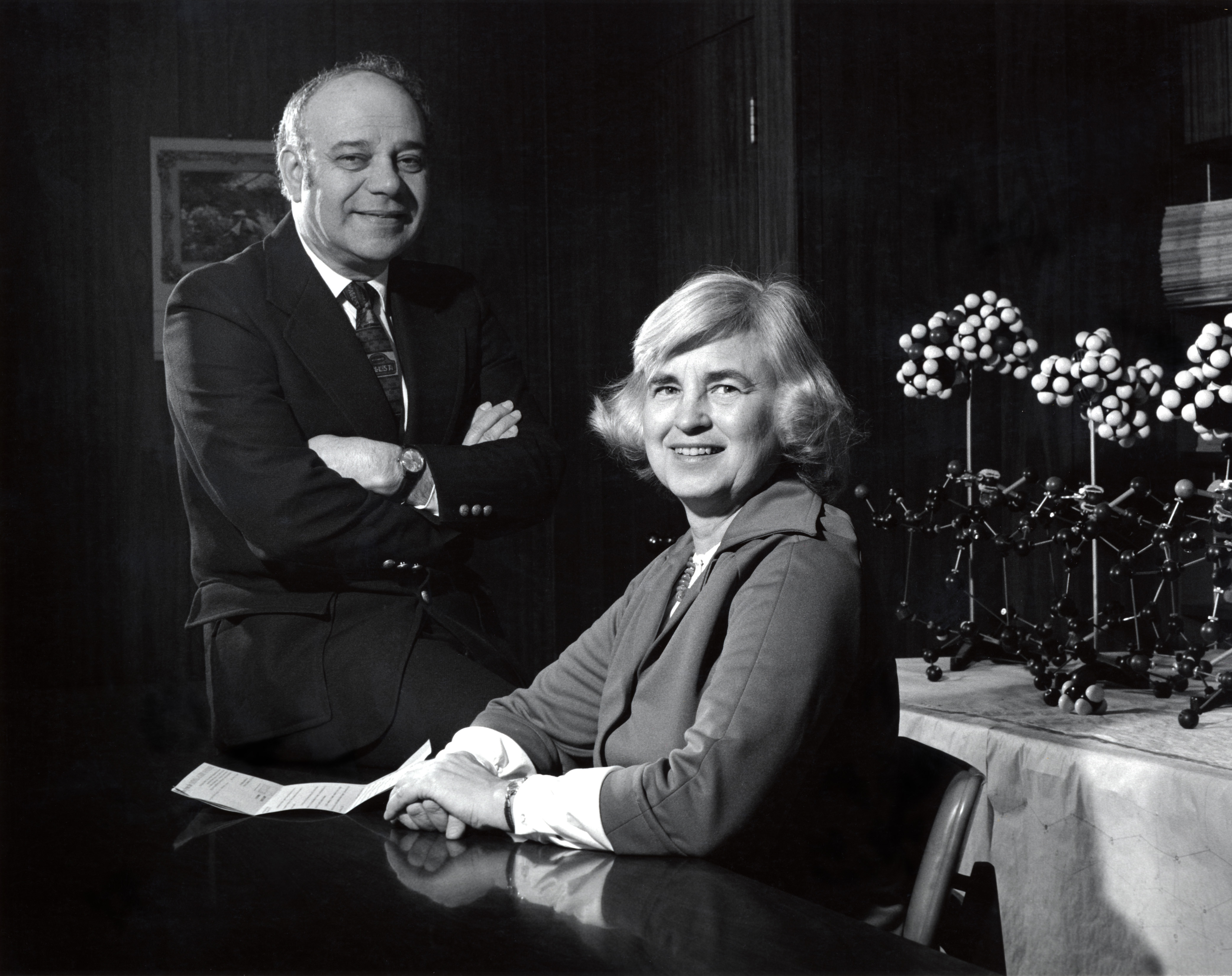
Isabella a Jerome Karle v US Naval Research Laboratory, kde pracovali mnoho let.

Po válce pracovali s manželem v United States Naval Research Laboratory (NRL). Manžel Jerome vyvinul „přímé metody“ pro analýzu struktury krystalů. Nicméně krystalografická komunita zůstávala po mnoho let skeptická ohledně jejich využitelnosti. Isabella Karle byla první, kdo tuto metodu použil. Vyvinula postup, který propojuje "přímé metody" a aktuální data rentgenové difrakce. Tato technika umožnila stanovit strukturu krystalů pomocí rentgenové krystalografie a sehrála hlavní roli ve vývoji nových farmaceutických produktů a dalších uměle syntetizovaných materiálů.

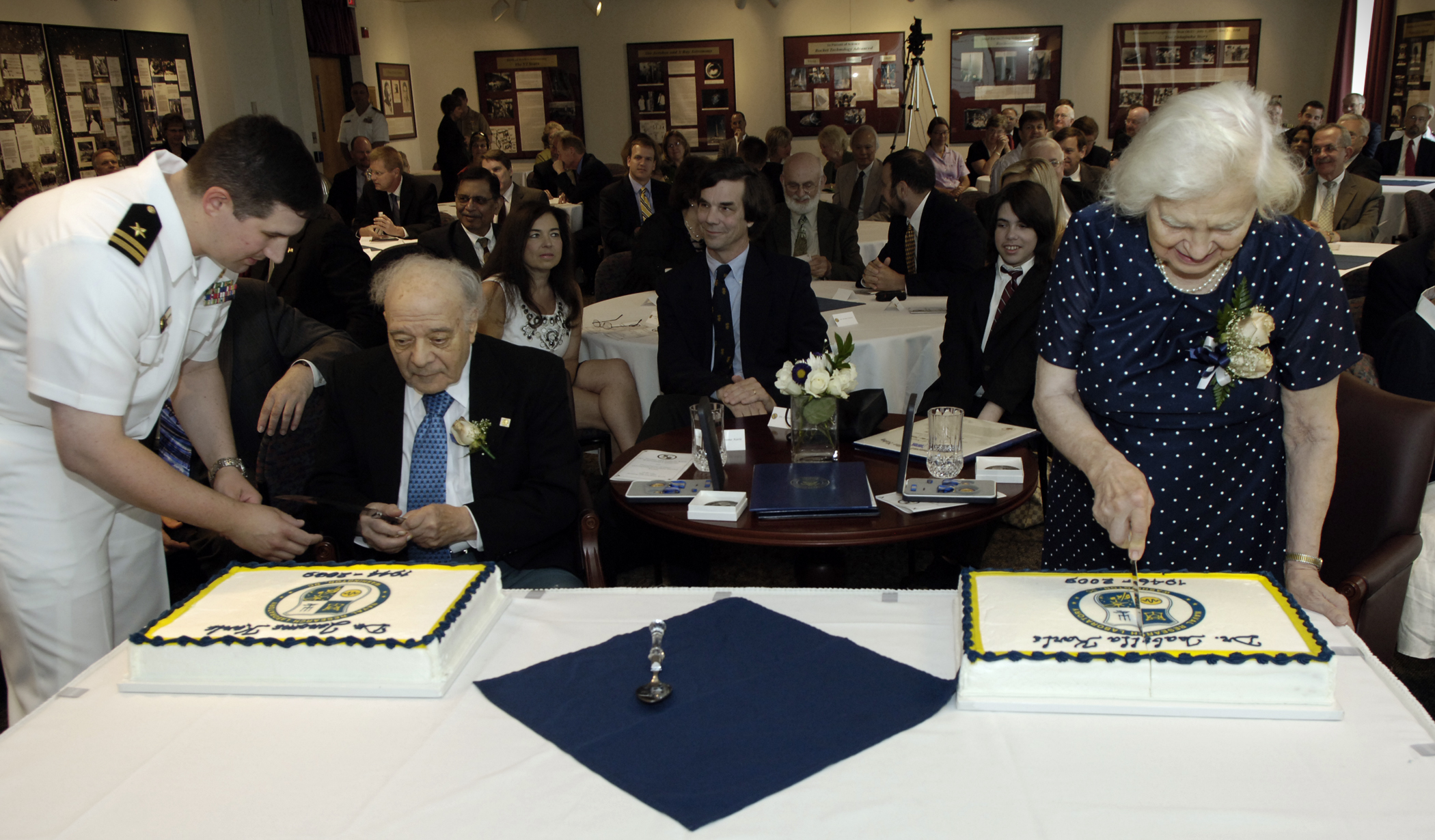
Oslava Isabelly a Jeroma Karle při odchodu do důchodu z NRL (2009)

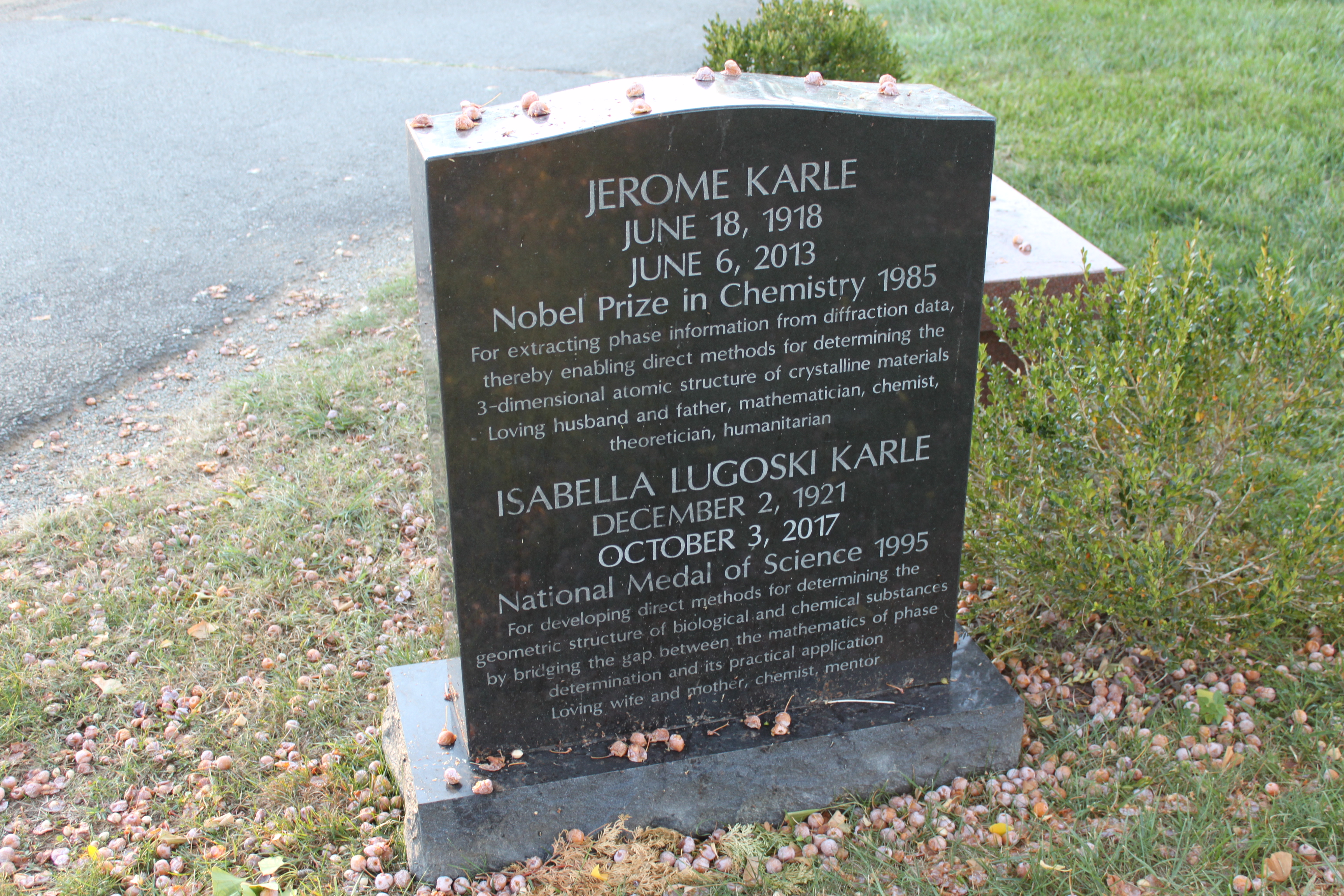
Hrob manželů na hřbitově Columbia Gardens

V roce 1985 získal Jerome Karle spolu s matematikem Herbertem A. Hauptmanem Nobelovu cenu za chemii za vývoj přímých metod pro analýzu dat rentgenové difrakce. Jerome Karle a mnoho dalších členů krystalografické komunity byli přesvědčeni, že tuto cenu měla dostat také Isabella. Isabella získala mnoho jiných významných ocenění a vyznamenání. Byla zvolena členkou Národní akademie věd (1978), Americké akademie umění a věd (1993) a American Philosophical Society (1992). Kromě toho obdržela národní vyznamenání za vědu (1995), různá další ocenění a osm čestných doktorátů.
Dne 31. července 2009 odešla Karle a její manžel z NRL po dlouholeté službě pro vládu Spojených států. Isabella nastoupila do NRL v roce 1946, dva roky po svém manželovi. Při slavnostním ceremoniálu k jejich odchodu do důchodu obdrželi oba manželé z rukou ministra námořnictva Navy Distinguished Civilian Service Award, což je nejvyšší forma uznání námořnictva pro civilní zaměstnance.
Manžel Jerome zemřel 6. června 2013 ve věku 94 let v Annandale a Isabella 3. října 2017 ve věku 96 let v hospici v Alexandrii ve Virginii. Hrob obou manželů je na hřbitově Columbia Gardens.